# بوتش جيبسون
بوتش جيبسون (بالإنجليزية: Butch Gibson)‏ هو لاعب كرة قدم أمريكية أمريكي، ولد في 28 أغسطس 1904 في Middlebranch, Ohio ‏ في الولايات المتحدة، وتوفي في 1 مايو 1960 في نورث كانتون في الولايات المتحدة بسبب نوبة قلبية.